# Shea Buckner
Shea Buckner (Huntington Beach, 12 dicembre 1986) è un pallanuotista e attore statunitense, difensore della Promogest Quartu.

## Biografia
Buckner nasce a Huntington Beach e, prima di trasferirsi in Italia, ha vissuto sempre in California a Villa Park. Laureando in politiche pubbliche e sviluppo, ha un fratello, Patrick, e due sorelle, Shannon e Katie.

## Statistiche

### Presenze e reti nei club
Statistiche aggiornate al 19 dicembre 2010.
| Stagione        | Squadra         | Campionato      | Campionato | Campionato | Coppe nazionali | Coppe nazionali | Coppe nazionali | Coppe continentali | Coppe continentali | Coppe continentali | Totale | Totale |
| Stagione        | Squadra         | Comp            | Pres       | Reti       | Comp            | Pres            | Reti            | Comp               | Pres               | Reti               | Pres   | Reti   |
| --------------- | --------------- | --------------- | ---------- | ---------- | --------------- | --------------- | --------------- | ------------------ | ------------------ | ------------------ | ------ | ------ |
| 2010-2011       | Latina          | A1              | 13         | 19         |                 | -               | -               |                    | -                  | -                  | 13     | 19     |
| Totale carriera | Totale carriera | Totale carriera | ?          | ?          |                 | -               | -               |                    | -                  | -                  | ?      | ?      |

## Palmarès

### Club
- Campionato NCAA: 3

2006-2007, 2007-2008, 2008-2009

### Individuale
- Miglior giocatore del campionato NCAA: 1

2004
- Miglior difensore del campionato NCAA: 2

2008, 2009
- Miglior marcatore della High School di Villa Park: 1

2004

## Filmografia parziale
- NCIS - Unità anticrimine (NCIS) - serie TV, episodio 16x08 (2018)
- Escape Plan 3 - L'ultima sfida (Escape Plan: The Extractors), regia di John Herzfeld (2019)